# الدفاع عن مبنى محافظة كربلاء
كانت عملية الدفاع عن دار البلدية في كربلاء عبارة عن سلسلة من المناوشات التي دارت في الفترة من 3 أبريل إلى 6 أبريل 2004 بين المتمردين العراقيين من جيش المهدي الذين حاولوا الاستيلاء على دار البلدية في وسط كربلاء و المدافعين من الجنود البولنديين و البلغاريين من الفرقة المتعددة الجنسيات الوسطى و الجنوبية.

## خلفية الأحداث
قبل معركة كربلاء في أبريل 2004 ، كان الوضع في العراق يشهد تصاعدًا في التوترات بين قوات الاحتلال والمليشيات المسلحة ، خصوصًا جيش المهدي. 
كانت مدينة كربلاء ، نظرًا لمكانتها الدينية ، نقطة استراتيجية مهمة ، ووجود دار البلدية في مركز المدينة جعلها هدفًا للمسلحين .

## أحداث المعركة
اندلعت الاشتباكات في 3 أبريل 2004 عندما حاول مقاتلو جيش المهدي اقتحام دار البلدية مستخدمين أسلحة خفيفة ومتوسطة وقذائف هاون .
استمرت المعركة لمدة أربعة أيام ، حيث تصدى الجنود البولنديون والبلغاريون للهجمات المتكررة ، بدعم من الفرقة المتعددة الجنسيات الوسطى والجنوبية .

## الخسائر والنتائج
أسفرت المعركة عن مقتل وإصابة العشرات من الجانبين ، وتمكن المدافعون من الحفاظ على السيطرة على دار البلدية حتى نهاية العمليات في 6 أبريل .
كانت هذه العملية إحدى أبرز المعارك التي شاركت فيها القوات البولندية خارج حدود بلادها منذ الحرب العالمية الثانية .